# Dungamal
Dungamal là một thị trấn thống kê (census town) của quận Khordha thuộc bang Orissa, Ấn Độ.

## Nhân khẩu
Theo điều tra dân số năm 2001 của Ấn Độ, Dungamal có dân số 6206 người. Phái nam chiếm 63% tổng số dân và phái nữ chiếm 37%. Dungamal có tỷ lệ 83% biết đọc biết viết, cao hơn tỷ lệ trung bình toàn quốc là 59,5%: tỷ lệ cho phái nam là 90%, và tỷ lệ cho phái nữ là 70%. Tại Dungamal, 9% dân số nhỏ hơn 6 tuổi.